# Золотарівка (Полтавський район)
Золотарі́вка —  село в Україні, у Кобеляцькій міській територіальній громаді Полтавського району Полтавської області. Населення становить 122 осіб.

## Географія
Село Золотарівка знаходиться на правому березі річки Кобелячка, вище за течією на відстані 3,5 км розташоване село Бутенки, нижче за течією на відстані 1,5 км розташоване село Мідянівка, на протилежному березі — село Колісниківка. Відстань до центру територіальної громади міста Кобеляки — 7 км, до обласного центру міста Полтава — 50 км.

## Історія
Село засноване на початку XIX століття.
Золотарівка до 2020 року була адміністративним центром однойменної сільської ради.
12 червня 2020 року, відповідно до розпорядження Кабінету Міністрів України № 721-р «Про визначення адміністративних центрів та затвердження територій територіальних громад Полтавської області», село увійшло до складу Кобеляцької міської громади.
19 липня 2020 року, в результаті адміністративно - територіальної реформи та ліквідації Кобеляцького району, село увійшло до складу новоутвореного Полтавського району Полтавської області.

## Уродженці
- Василь Кошельник (псевдо.: «Зір»; нар. 1918, с.Золотарівка — пом. 4 серпня 1949 с.Лімна, нині Самбірський район, Львівська область) — український військовик, референт СБ Турківського районового проводу ОУН.